# 熊田周八

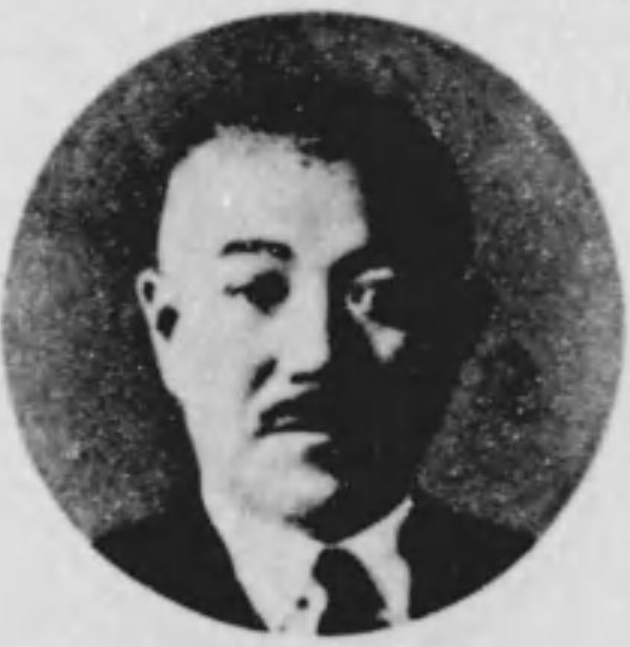
熊田 周八

熊田 周八（くまだ しゅうはち、1888年3月1日 - 1948年11月10日）は、日本の政治家、旧鶴岡市第4代市長、鶴岡市警防団長。

## 略歴
- 1888年（明治21年）3月1日 - 福島県田村郡守山町（後の田村町、現・郡山市）に生れる。
- 1908年（明治41年） - 安積中学校（福島県立安積高等学校）卒業
- 兵役に就く。
- 1912年（明治45年） - 栃木県庁入庁
- 1917年（大正6年） - 山形県書記就任
- 1926年（大正15年） - 地方事務官就任
- 1929年（昭和4年） - 山形県商工水産課長就任
- 1930年（昭和5年） - 鶴岡市長選挙初当選
- 1934年（昭和9年）9月20日 - 市長選挙2回目当選
- 1940年（昭和15年）5月 - 同市警防団長兼任
- 1944年（昭和19年）5月 - 同職辞任
- 戦後、公職追放となる[1]。
- 1948年（昭和23年）11月10日 - 新潟県岩船郡勝木（現・村上市）で死去、享年61、神奈川県鎌倉市の鎌倉霊園に墓がある。

## 栄典
- 1940年（昭和15年）11月10日 - 紀元二千六百年祝典記念章[2]

## 参考資料
- 『庄内人名辞典』 大瀬欽哉（代表編者） 致道博物館内「庄内人名辞典刊行会」（発行）

| 公職            | 公職                          | 公職            |
| --------------- | ----------------------------- | --------------- |
| 先代 黒谷了太郎 | 鶴岡市長 第4代：1930年-1944年 | 次代 小林鉄太郎 |